# Мосолова, Лидия Владимировна
Ли́дия Влади́мировна Мосоло́ва (1918—1996) — советская российская актриса. Народная артистка СССР (1980). Лауреат Государственной премии РСФСР им. К. С. Станиславского (1975).

## Биография
Родилась 4 марта (по другим источникам — 14 марта) 1918 года в Перми (по другим источникам — в Козьмодемьянске).
В 1940 году окончила Московский государственный институт театрального искусства им. А. В. Луначарского (ГИТИС) (ныне Российский институт театрального искусства — ГИТИС) (мастерская М. М. Тарханова, В. В. Белокурова, В. И. Мартьяновой).
С 1940 по 1946 год — актриса Ярославского драматического театра им. Ф. Г. Волкова. Во время войны принимала участие в работе фронтовых военных бригад.
С 1946 года — актриса Пермского академического театра драмы (ныне Пермский академический Театр-Театр). Здесь сыграла более 150 ролей.
Вела факультатив по сценической речи в Пермском университете. Работала в театральной студии при театре драмы и в Пермском хореографическом училище, где преподавала актёрское мастерство.
Член ВКП(б) с 1951 года.
Умерла 28 октября 1996 года в Перми. Похоронена на Южном кладбище.

## Награды и звания
- Орден Октябрьской Революции
- Орден Дружбы народов (03.03.1988)[3]
- Медаль «За доблестный труд. В ознаменование 100-летия со дня рождения Владимира Ильича Ленина»
- Медаль «Ветеран труда»
- Народная артистка СССР (16.04.1980)[4]
- Народная артистка РСФСР (1959)[5]
- Заслуженная артистка РСФСР (1951)
- Государственная премия РСФСР имени К. С. Станиславского (1975) — за исполнение ролей тётушки Руцы и Вассы Борисовны Железновой в спектаклях «Птицы нашей молодости» И. П. Друцэ и «Васса Железнова» М. Горького
- Почётный гражданин Перми (1996)

## Роли в театре
- «Горячее сердце» А. Н. Островского — Параша
- «Анна Каренина» по Л. Н. Толстому — Анна Аркадьевна Каренина
- «Гамлет» У. Шекспира — Гертруда
- «Оптимистическая трагедия» В. В. Вишневского — Комиссар
- «Васса Железнова» М. Горького — Васса Борисовна Железнова
- «Последний срок» В. Г. Распутина — старуха Анна
- «Ретро» А. М. Галина — Роза Александровна
- «Три сестры» А. П. Чехова — Ирина / Ольга
- «Чайка» А. П. Чехова — Нина Заречная
- «Правда хорошо, а счастье лучше» А. Н. Островского — Мавра Тарасовна Барабошева
- «Птицы нашей молодости» И. П. Друцэ — тётушка Руца
- «Деревья умирают стоя» А. Касоны — Эухения
- «Овод» по Э. Л. Войнич — Джемма
- «Сказка о правде» М. И. Алигер — Зоя
- «Русские люди» К. М. Симонова — Валя
- «Филумена Мартурано» Э. де Филиппо — Филумена Мартурано
- «Старик» М. Горького — Софья
- «Мещане» М. Горького — Татьяна
- «Каса маре» И. П. Друцэ — Василуца
- «Лиса и виноград» Г. Фигейредо — Клея
- «Дорогая Памела» Дж. Патрика — Памела
- 1987 — «Власть тьмы» Л. Н. Толстого — Матрёна
- 1989 — «Танго» С. Мрожека — Эугения
- 1990 — «Как прежде, но лучше, чем прежде» Л. Пиранделло — Эрнестина Галифи
- 1996 — «Бешеные деньги» А. Н. Островского — Надежда Антоновна Чебоксарова

## Память
- 4 марта 1998 года на доме № 14/33 по ул. Газеты «Звезда» в Перми, где проживала актриса, установлена памятная доска.
- В 2001 году в Пермском крае учреждена театральная премия за лучшую актёрскую работу имени Л. Мосоловой.